# Upatel

Upatel – Verteilung der Siedlungshöfe 1880

Siedlungshof Riebe in Upatel 1914

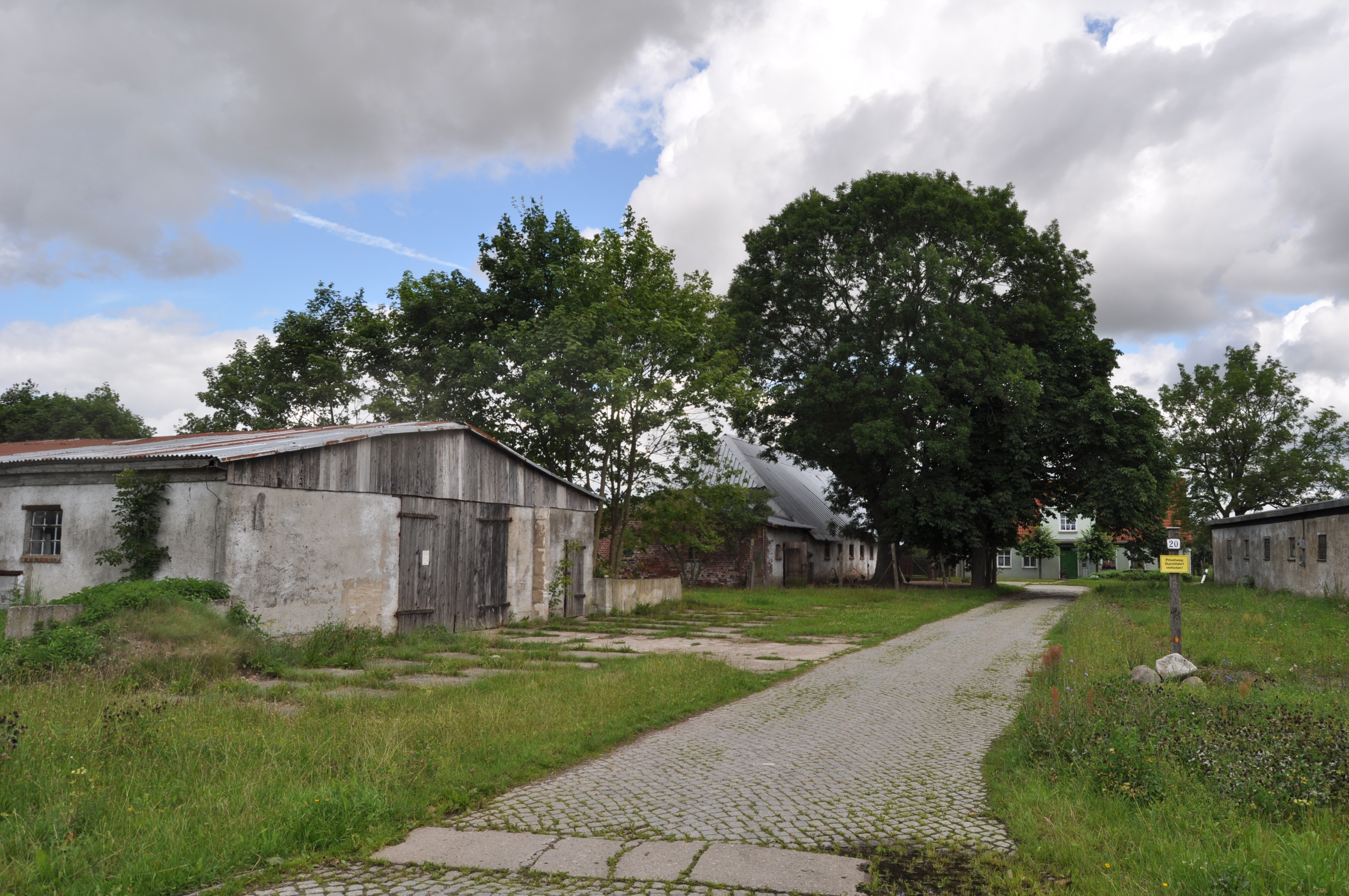
Hof Wiesendorf/Höhnke mit LPG Upatel

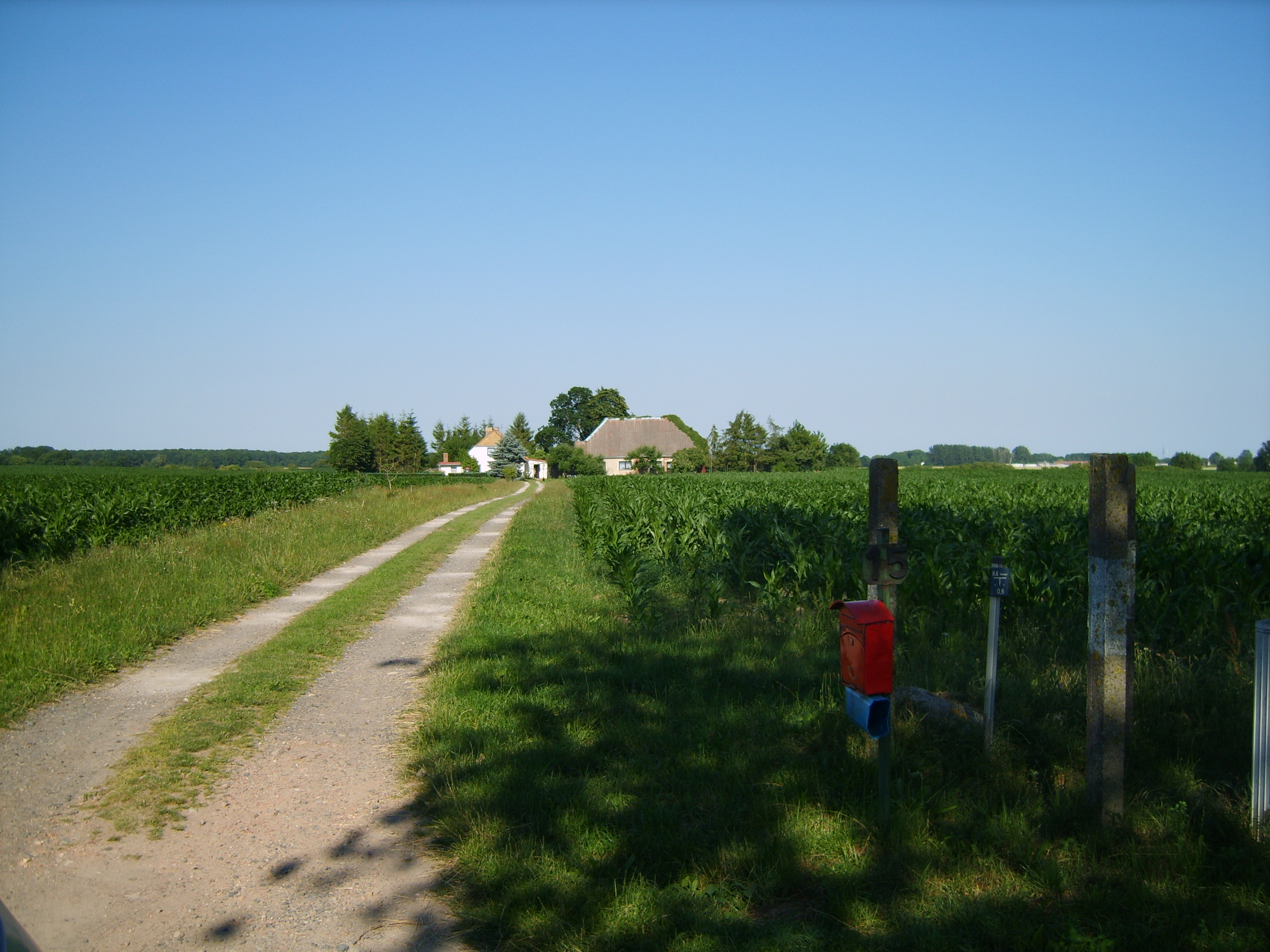
Typischer Siedlungshof in Upatel

Upatel ist seit dem 25. Mai 2014 ein Ortsteil der Gemeinde Gützkow im Landkreis Vorpommern-Greifswald, vorher gehörte der Ort zur Gemeinde Kölzin. Der Ort hat 54 Einwohner (Stand: 31. Dezember 2015).
Der Ort liegt rund zwei Kilometer südlich des Ortes Kölzin nahe der Bundesstraße 111. Südlich des Ortes fließt der Swinowbach.

## Name
Heinrich Berghaus vermutete im Ortsnamen Upatel eine Ableitung des slawischen Verbs upasséju. Der Name bedeutet im Slawischen so viel wie „Vieh hüten“.

## Geschichte
Am Friedhof wurden im Jahr 1920 Steinwerkzeuge aus dem Neolithikum gefunden und 1978 an der Dorfstraße mehrere jungslawische Urnen. Auch in der näheren Umgebung gibt es eine bronzezeitliche Siedlung und ein Gräberfeld aus der gleichen Zeit. Diese Funde belegen die frühzeitige Besiedlung des Ortes und der Umgebung.
Upatel wurde erstmals 1315 als „Upatel“ urkundlich erwähnt. Danach im Jahr 1353 wurde es als „Upatell“ in der Bewidmungsurkunde der Stadt Gützkow durch den Grafen Johann III. als Bestandteil der Grafschaft Gützkow genannt. Die Grafen hatten Kölzin mit dem Vorwerk Upatel an die Gützkower Nikolaikirche gegeben, später lösten sie Upatel wieder ab. Nach dem Aussterben des Grafengeschlechts fiel ihr Besitz an die Herzöge von Pommern und wurde als Dominialgut vom Amt Wolgast verwaltet. Den Aufzeichnungen der Schwedischen Landesaufnahme zufolge, überließ Herzog Philipp Julius von Pommern-Wolgast den Hof Upatel dem Generalsuperintendenten Barthold von Krakevitz. Einer von fünf Bauernhöfen gehörte zu dieser Zeit der Gützkower Kirche und wurde durch Krakevitz für 100 Gulden verkauft. Seine Erben überließen Upatel wegen einer Schuld einem Mitglied der Familie von Normann. Zum Zeitpunkt der Landesaufnahme 1704 war Leborius Wilde aus Fritzow Pächter von Upatel.
1722 wurde der nächste bekannte Pachtkontrakt, der auch einen Hof in Fritzow mit einschloss und auf sechs Jahre angesetzt war, mit dem Pächter Friedrich Böttcher abgeschlossen mit der Weisung, die Bauern nicht über Gebühr zu beanspruchen und sie auf den Höfen zu belassen. Der Pachtvertrag wurde mehrfach verlängert. 1748 wurde der Fähnrich Johann Carl von Lilienancker, Pfandbesitzer des Schulzenhofes bei Gützkow, Pächter von Upatel. Den von ihm selbst gebotenen Pachtzins von 610 Talern, rund 200 Taler mehr als Böttcher und dessen Mitpächter Dähn zu zahlen hatten, konnte er nicht erwirtschaften. Wegen Missernten geriet er wiederholt in Verzug. 1752 mussten seine Frau Elisabeth Margaretha von Corswant und sein Onkel Christian von Corswant auf Pentin für ihn bürgen. Schließlich trat Christian von Corswant 1755 in den Pachtvertrag ein, den 1766 dessen Neffe als Erbe übernahm. Bis 1782 ist der Assessor Carl von Corswant durch Schriftstücke nachweisbar.
Dann liegen erst wieder Nachrichten ab 1805 vor, bis dahin war von der Oehe Pächter. Nach einer Neubewertung durch den Wolgaster Amtshauptmann Odebrecht erfolgte 1806 die Neuverpachtung an den Schlosshauptmann Carl Friedrich von Usedom. Er führte als erster in Schwedisch-Pommern die Wechselwirtschaft auf den Feldern ein, starb aber früh und sein Bruder trat in die Pachtung ein. In diese Zeit fällt die Besetzung Schwedisch-Pommerns durch französische Truppen, während der Upatel zur Dotation des Kaiserlichen Staatsrates Graf Corvetto gehörte.
Von 1816 bis 1859 war Johann Michael Prützmann Pächter. Dieser war ein tüchtiger Landwirt, er sorgte für viele Neuerungen in der Landwirtschaft. In seine Pachtzeit fällt 1856 der Bau der „Steinbahn“ (heutige B 111) von Moeckow nach Gützkow  zum Anschluss an die „Greifswald – Jarmensche Steinbahn“ (Bundesstraße 96, jetzt Landesstraße 37). Das Land dazu musste unentgeltlich an den Kommunalverband für Vorpommern und Rügen abgetreten werden.
Anschließend pachtete Otto Sternberg bis zur Aufsiedlung im Jahr 1875. Dabei wurde das Restgut mit 5 Bauern, 10 Kossäten und 5 Büdnern besetzt. Damit bekam das Dorf ein völlig anderes Bild. Die einzelnen Bauern und Kossäten legten ihre Höfe inmitten ihrer Felder an, so dass sich der Ort nun in weit auseinander liegenden Höfen von der heutigen B 111 bis nach Kölzin erstreckte.
Upatel wurde am 1. Juli 1950 nach Kölzin eingemeindet.
Am 1. April 1955 erfolgte die Gründung der LPG „Freundschaft“ in Gützkow zusammen mit dem Hof des Bauern Wiesendorf, später Höhnke, in Upatel an der heutigen B 111.
Die LPG „Freundschaft“ Gützkow/Upatel und die LPG „Am Peenestrand“ Pentin (beide Typ I) wurden am 1. Juli 1955 zur LPG „Freundschaft am Peenestrand“ (Typ III) vereinigt.
Die LPG baute dann 1959 eine Versorgungsbaracke und 3 Wohnhäuser an der Züssower Chaussee (B 111) nahe Upatel. Gleichzeitig wurde am Hof Wiesendorf/Höhnke ein größerer Stallkomplex errichtet, in dem die Bewohner der Kleinsiedlung an der B 111 beschäftigt waren. Die Versorgungsbaracke wurde später zu einer LPG-Kantine mit Küche ausgebaut.
Im Frühjahr 1960 wurde im Dorf Upatel mit den Bauern der verstreuten Siedlungshöfe eine LPG Typ I mit dem Namen „Am Swinowbach“ zur gemeinsamen Feldwirtschaft gegründet, die sich 1970 der LPG Typ III in Gützkow anschloss.
1982 wurden in Upatel von der LPG Tierproduktion Gützkow 23 Pferde, 90 Milchkühe, 600 Mastschweine und 120 Sauen mit Nachwuchs gehalten.
Nach 1990 wurde die LPG (T) abgewickelt und privatisiert, die Stallanlagen an der B 111 in Upatel stehen seitdem leer, wie auch die LPG-Kantine und verfallen langsam. 8 der ehemals 17 Siedlungshöfe sind inzwischen ebenfalls leergezogen und ruinös, verfallen oder sind bereits zu LPG-Zeiten abgeräumt worden.
Am 25. Mai 2014 wurde Upatel mit der ehemaligen Gemeinde Kölzin nach Gützkow eingemeindet.

## Einwohnerentwicklung
- 1704 lebten ein Knecht, zwei Häker und ein Schäfer in Upatel.[4]
- Am 1. Januar 1865 hatte Upatel 67 Einwohner mit 10 Familien. An Gebäuden waren vorhanden: 4 Wohnhäuser, 8 Wirtschaftsgebäude und ein als Fabrik bezeichnetes, wahrscheinlich eine Mühle.
- Anfang der 1890er Jahre gab es in Upatel vier Bauern, elf Kossäten und drei Büdner mit ihren Familien.[6]
- 1898 waren 16 Hofbesitzer (Bauern und Kossäten), zwei Büdner und ein Gastwirt in Upatel ansässig.
- 1928 wurde die Zahl der Einwohner mit 99 angegeben.

| Jahr | Upatel |
| ---- | ------ |
| 2005 | 56     |
| 2006 | 50     |
| 2007 | 44     |
| 2008 | 46     |
| 2009 | 44     |
| 2010 | 47     |
| 2011 | 46     |
| 2012 | 46     |
| 2013 | 49     |
| 2014 | 50     |
| 2015 | 54     |

In die Statistik für 2014 ist die Zahl der Einwohner mit Nebenwohnungen (1) und 2015 (1) einbezogen, da sie rechtlich in der Amtsstatistik geführt werden.